# موراي أندرسون (لاعب هوكي الحقل)
موراي أندرسون (بالإنجليزية: Murray Anderson) هو لاعب هوكي الحقل جنوب أفريقي، ولد في 17 سبتمبر 1968.

## وصلات خارجية
- موراي أندرسون على موقع الاتحاد الدولي للهوكي (الإنجليزية)
- موراي أندرسون على موقع أوليمبيديا (الإنجليزية)